# Andreas Stihl
Andreas Stihl (Zurique, 10 de novembro de 1896 – Rohrbronn, atualmente Remshalden, 14 de janeiro de 1973) foi um empresário e inventor alemão da área de motosserra.
Fundou em 1926 em Stuttgart a A. Stihl Ingenieursbüro, que dirigiu até sua morte.